# فاني أور داي
فاني أور داي (بالإنجليزية: Funny or Die)‏ هو موقع فيديو كوميدي وشركة إنتاج الأفلام والتليفزيون، أسسها ويل فيريل وآدم مكاي ومايكل كفامي وكريس هينشي. يحتوي الموقع على طاقم عمل منتظم يتكون من الكتاب والمنتجين والمخرجين، وأحيانًا من عدد من المساهمين المشهورين ومنهم جاد أباتاو وجيمس فرانكو ونورم ماكدونالد. تقوم الشركة بإنتاج برامج تلفزيونية بما في ذلك العرض التي تبثه قناة ترو تي في Billy on the Street و وبرنامج في منتصف الليل على قناة كوميدي سنترال والبرنامج الفائزة بجائزة إيمي من تقديم زاك غاليفياناكيسBetween Two Ferns.
تضم مقاطع الفيديو المنشورة على الموقع ممثلين مشهورين (من الأمثلة على ذلك نينا دوبريف، وستيف كاريل، وتشارلي شين، ورايان غوسلينغ، وباتريك ستيوارت، ودانييل رادكليف، وصوفيا بوش، وميلا كونيس، وأنا صوفيا روب، وهيلاري داف، وآدم ويست، وجيمس فان دير بيك، وآدم ويست، جيم كاري، أرييل وينتر، وسيلينا غوميز).
تم إطلاق الموقع في 12 أبريل 2007 مع أول فيديو للموقع "The landlord". تلقى الفيديو أكثر من 84 مليون مشاهدة في الإجمال.